# McKenney
McKenney è un comune degli Stati Uniti d'America, situato nello Stato della Virginia, nella Contea di Dinwiddie.